# 1984. (film iz 1956.)
1984. je britanski igrani film snimljen 1956. u režiji Michaela Andersona koji predstavlja prvu filmsku adaptaciju istoimenog romana Georgea Orwella. Radnja romana u mnogim se detaljima značajno razlikuje od književnog predloška pa je to razlog zašto se smatra najlošijom od svih adaptacija. Orwellova je zaklada nakon isteka ugovora o predaji autorskih prava dugo vremena sprječavala njegovu distribuciju.

## Uloge
- Edmond O'Brien ... Winston Smith
- Michael Redgrave ... General O'Connor
- Jan Sterling ... Julia
- David Kossoff ... Charrington, vlasnik staretinarnice
- Mervyn Johns ... Jones
- Donald Pleasence ... R. Parsons
- Carol Wolveridge ... Selina Parsons
- Ernest Clark ... najavljivač šire partije
- Patrick Allen ... službenik uže partije
- Ronan O'Casey ... Rutherford
- Michael Ripper ... govornik šire partije
- Ewen Solon ... govornik uže partije
- Kenneth Griffith ... zatvorenik

## Vanjske poveznice
- stranica na IMDB, pristupljeno 4. siječnja 2014.